# Ujung Kubu
Ujung Kubu is een bestuurslaag in het regentschap Batu Bara van de provincie Noord-Sumatra, Indonesië. Ujung Kubu telt 9410 inwoners (volkstelling 2010).